# Aquarius (película)
Aquarius es una película franco - brasileña,  de géneros de drama y suspense, escrita y dirigida por Kleber Mendonça Filho. Fue producida  por Emilie Lesclaux, Saïd Ben Saïd y Michel Merkt, coproducida por Walter Salles y protagonizada por Sônia Braga como Clara Bragança y
Humberto Carrão. 
La película tuvo su primera exposición mundial el 17 de mayo de 2016 en el 69.ª edición del Festival de Cannes. Fue la única película de Iberoamérica entre las 21 aspirantes a la Palma de Oro. Fue muy bien recibida por los críticos, que elogiaron su dirección, guion y la actuación en particular la de Braga, considerado por algunos como uno de los mejores de su carrera. La película también tenía un amplio debate en los medios de comunicación brasileños debido a una protesta de su equipo en la alfombra roja de Cannes, que cuestionó el proceso de juicio político a continuación con la presidenta Dilma Rousseff.
La producción fue nominada para varios premios internacionales, incluyendo Independent Spirit Awards, Premios César y Premios Platino. Además, se ha incluido en las listas de las mejores películas del año varias publicaciones extranjeras.

## Sinopsis
En 1979, Clara (Bárbara Colen) celebra el Año Nuevo con su familia en el edificio de apartamentos Aquarius en Recife después de superar un cáncer de mama que le costó el seno izquierdo. En 2016, Clara (Sônia Braga), ahora periodista y escritora jubilada, todavía vive en el mismo apartamento, pero sola, ya que su esposo murió 17 años antes y todos sus hijos se han mudado. Su única compañía constante es su doncella Ladjane (Zoraide Coleto).
Ella se niega a aceptar una compra de Geraldo (Fernando Teixeira), jefe de Bonfim, una compañía en desarrollo que desea reclamar su apartamento para reemplazar el edificio antiguo con un edificio más grande y homónimo, a pesar de que todos los demás apartamentos ya están vacantes y a pesar de los consejos de sus propios hijos para aceptar la oferta.
Los desarrolladores, especialmente el nieto del propietario, el diseñador educado en Estados Unidos y el jefe del nuevo proyecto Aquarius Diego (Humberto Carrão), se sienten frustrados con la resistencia de Clara y tratan de molestarla a través de diversos medios, entre ellos, fiestas en el apartamento justo encima de la suya y quema de colchones en el estacionamiento. Finalmente, en un argumento abierto, ella reprende a Diego que la educación sin decencia no es nada.
Clara comienza a desenterrar la suciedad de Bonfim a través de sus contactos. Además, dos ex empleados de la compañía se enteraron de que Diego ordenó que se instalaran nidos de termitas en apartamentos vacíos para expulsar a Clara. Con la ayuda de sus amigos Roberval (Irandhir Santos), un salvavidas, y Cleide Vieira (Carla Ribas), una abogada, ella irrumpe en algunos apartamentos y confirma que están llenos de termitas.
Acompañada por su hermano Antonio (Buda Lira), su sobrino Tomás (Pedro Queiroz) y Cleide, se dirige a Bonfim para enfrentar a Diego y Geraldo por los hechos sucios y las termitas. 

## Reparto
- Sônia Braga como Clara Bragança.

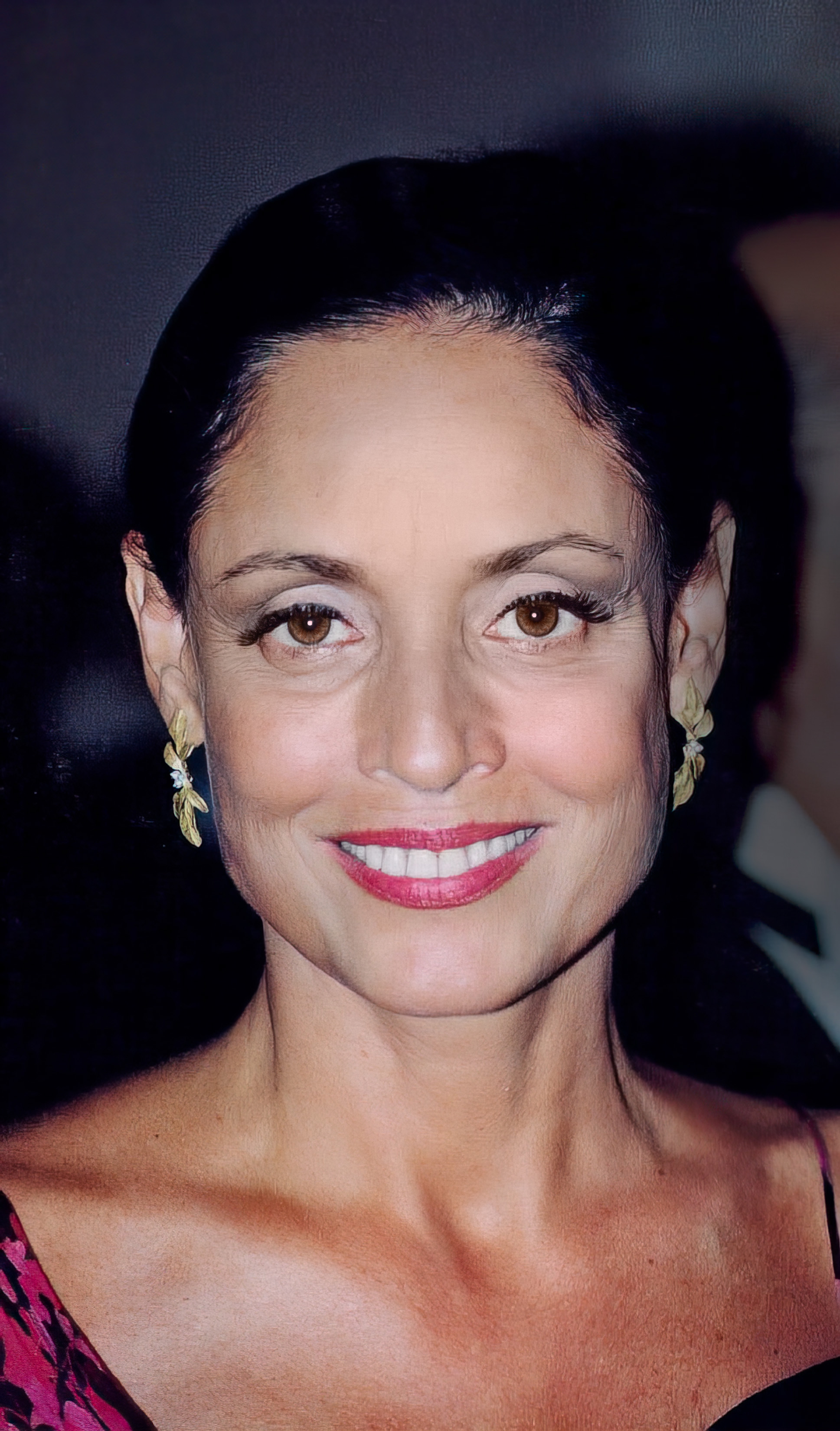
Sônia Braga actriz protagonista de la película

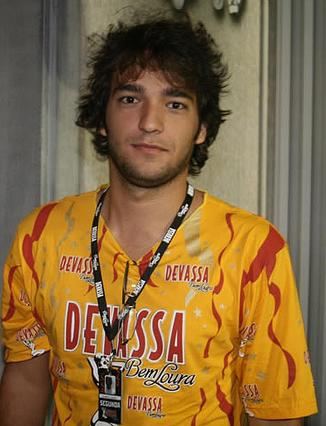
Humberto Carrão quien interpreta el personaje de Diego Bonfim en la película

- Humberto Carrão como Diego Bonfim.
- Maeve Jinkings como Ana Paula Bragança.
- Irandhir Santos como Roberval.
- Carla Ribas como Drª. Cleide Vieira.
- Fernando Teixeira como Geraldo Bonfim.
- Zoraide Coleto como Ladjane.
- Germano Melo como Martin Bragança.
- Julia Bernat como Julia.
- Pedro Queiroz como Tomás Bragança.
- Tavinho Texeira como Augusto Bragança.
- Allan Souza Lima como Paulo.
- Lula Terra como Ronaldo.
- Buda Lira como Antonio Bragança.
- Paula de Renor como Fátima Bragança.
- Bárbara Colen como Clara Bragança (en 1980).
- Thaia Perez como Tia Lucia Bragança (en 1980).
- Joana Gatis como Tia Lucia Bragança (en 1940).
- Clarissa Pinheiro como Ana Paula Bragança (en 1980).
- Daniel Porpino como Rodrigo Bragança (en 1980).
- Rubens Santos como Rivanildo.
- Andrea Rosa como Juvenito.
- Arly Arnaud como Letícia.
- Leo Wainer como Alexandre.
- Bruno Goya como Daniel.

## Producción

### Rodaje
El rodaje tuvo lugar durante siete semanas entre el 4 de agosto y 23 de septiembre de 2015, en varios barrios de la ciudad de Recife, incluyendo Boa Viagem, San Antonio, Casa Forte, Campo Grande, Pina, Setúbal, Brasilia obstinada y playa de ovejas, a 80 kilómetros de Recife.  Las escenas fueron grabadas en Restaurante Leite en el Club de Pádel, la Biblioteca de la Casa Forte plaza de Santo Amaro cementerio y la construcción de Oceanía, que sirvió como la principal localización para el rodaje. 
La película fue inspirada en el Edificio Caiçara, erigido en la década de 1930 y parcialmente demolido en 2013. Los planes iniciales eran que él fuera grabado en el propio Caiçara, sin embargo, la demolición de éste acabó imposibilitando al equipo de realizar el rodaje en el alquiler. Con eso, las escenas tuvieron que ser rodadas en el Edificio Oceania, un edificio vecino y con características muy parecidas a las del Caiçara. Antes de conocer la Oceanía, la producción también buscaron localizaciones en João Pessoa y Maceió. El ritmo de trabajo fue intenso, con el equipo de llegar a ser doce horas de material al día, seis días a la semana.
Se trata del primer trabajo de Sonia Braga en el cine brasileño en quince años. Mendonça Filho convenció a la actriz para hacer tres semanas de ensayo antes de rodar.
Mendonça Filho ve a Clara como una proyección de su propia madre. Se define al personaje como un "héroe clásico" de la película, comparándolo con el perfil de resistencia de la mujer interpretada por la actriz Anna Magnani en la década de 1960.

### Banda sonora
Las canciones utilizadas en la película sirven como una especie de "puente" a lo que se tocó principalmente en la década de 1970, una fase en la que Clara trabajó como crítica musical y que el personaje define como su década favorita.

## Lanzamiento

### Home Video y Televisión
Aquarius fue lanzado en DVD y Blu-ray en Brasil a finales de noviembre de 2016. Tenía sus derechos de exhibición adquiridos en el país la red de canales mediante la firma de telecine y estrenada por Telecine prima el 16 de enero de 2017 a las 22h. En abril de Aquarius alcanzó la programación de Canal Brasil. La película fue presentada por primera vez en la televisión brasileña en las primeras horas del 9 al 10 de marzo de 2018 la Rede Globo en la sesión de películas de Super Cine.

### Crítica
Acuario actualmente tiene una calificación de 97% "Fresco" en Rotten Tomatoes basado en 109 comentarios, con un puntaje promedio de 8.14 / 10. En Metacritic, la película tiene una calificación de 'Aclamación Universal' de 88, basada en 22 críticas.
Peter Bradshaw , escribiendo para The Guardian, le otorgó a la película 4 estrellas de cinco y la calificó como "bellamente observada y sorprendente", un estudio de personajes muy detallado que sumerge al público en la vida y la mente de su imperioso personaje principal, Clara, quien se dirige como 'Dona Clara', al mando de Sônia Braga ", pero critica el final de la película. Jay Weissberg, en Variety, calificándola como "una película más sutil pero no menos madura, una película más tranquila pero no menos enojada", y felicitó fuertemente la actuación de Sonia Braga y las habilidades de dirección de  Mendonça Filho.

## Premios y nominaciones
| Año  | Premio                                                             | Categoría                      | Receptor              | Resultado |
| ---- | ------------------------------------------------------------------ | ------------------------------ | --------------------- | --------- |
| 2016 | FranciaFestival de Cannes                                          | Palma de Oro                   | Kleber Mendonça Filho | Nominado  |
| 2016 | FranciaFestival de Cannes                                          | Queer Palm                     | Kleber Mendonça Filho | Nominado  |
| 2016 | AustraliaFestival de Cine de Sídney                                | Mejor película                 | Kleber Mendonça Filho | Ganador   |
| 2016 | Festival de Cine de Lima                                           | Premio del Jurado              | Kleber Mendonça Filho | Ganador   |
| 2016 | Festival de Cine de Lima                                           | Mejor Actriz                   | Sônia Braga           | Ganador   |
| 2016 | ArgentinaFestival Internacional de Cine de Mar del Plata           | Mejor Película                 | Kleber Mendonça Filho | Nominado  |
| 2016 | ArgentinaFestival Internacional de Cine de Mar del Plata           | Premio ACCA                    | Kleber Mendonça Filho | Ganador   |
| 2016 | ArgentinaFestival Internacional de Cine de Mar del Plata           | Premio del Público             | Kleber Mendonça Filho | Ganador   |
| 2016 | ArgentinaFestival Internacional de Cine de Mar del Plata           | Mejor Actriz                   | Sônia Braga           | Ganador   |
| 2016 | Festival Internacional del Nuevo Cine Latinoamericano de La Habana | Premio FRIPESCI                | Kleber Mendonça Filho | Ganador   |
| 2016 | Festival Internacional del Nuevo Cine Latinoamericano de La Habana | Premio Signis                  | Kleber Mendonça Filho | Ganador   |
| 2016 | Festival Internacional del Nuevo Cine Latinoamericano de La Habana | Premio Roque Dalton            | Kleber Mendonça Filho | Ganador   |
| 2016 | Festival Internacional del Nuevo Cine Latinoamericano de La Habana | Premio Don Quixote             | Kleber Mendonça Filho | Ganador   |
| 2016 | Festival Internacional del Nuevo Cine Latinoamericano de La Habana | Mejor Actriz                   | Sônia Braga           | Ganador   |
| 2016 | Premio Iberoamericano de Cine Fénix                                | Mejor Película                 | Kleber Mendonça Filho | Nominado  |
| 2016 | Premio Iberoamericano de Cine Fénix                                | Mejor Director                 | Kleber Mendonça Filho | Ganador   |
| 2016 | Premio Iberoamericano de Cine Fénix                                | Mejor Sonido                   | Kleber Mendonça Filho | Nominado  |
| 2016 | Premio Iberoamericano de Cine Fénix                                | Mejor Actuación Femenina       | Sônia Braga           | Ganador   |
| 2016 | Estados UnidosSan Diego Film Critics Society                       | Mejor película extranjera      | Kleber Mendonça Filho | Nominado  |
| 2016 | Estados UnidosSan Diego Film Critics Society                       | Mejor Actriz                   | Sônia Braga           | Ganador   |
| 2017 | Estados UnidosPremios Independent Spirit                           | Mejor película extranjera      | Kleber Mendonça Filho | Nominada  |
| 2017 | Festival Internacional de Cine de Cartagena de Indias              | Mejor película categoría Gemas | Kleber Mendonça Filho | Ganadora  |
| 2017 | Premios Platino                                                    | Mejor película iberoamericana  |                       | Nominada  |
| 2017 | Premios Platino                                                    | Mejor Director                 | Kleber Mendonca Filho | Nominado  |
| 2017 | Premios Platino                                                    | Mejor Interpretación Femenina  | Sonia Braga           | Ganadora  |

## Controversias

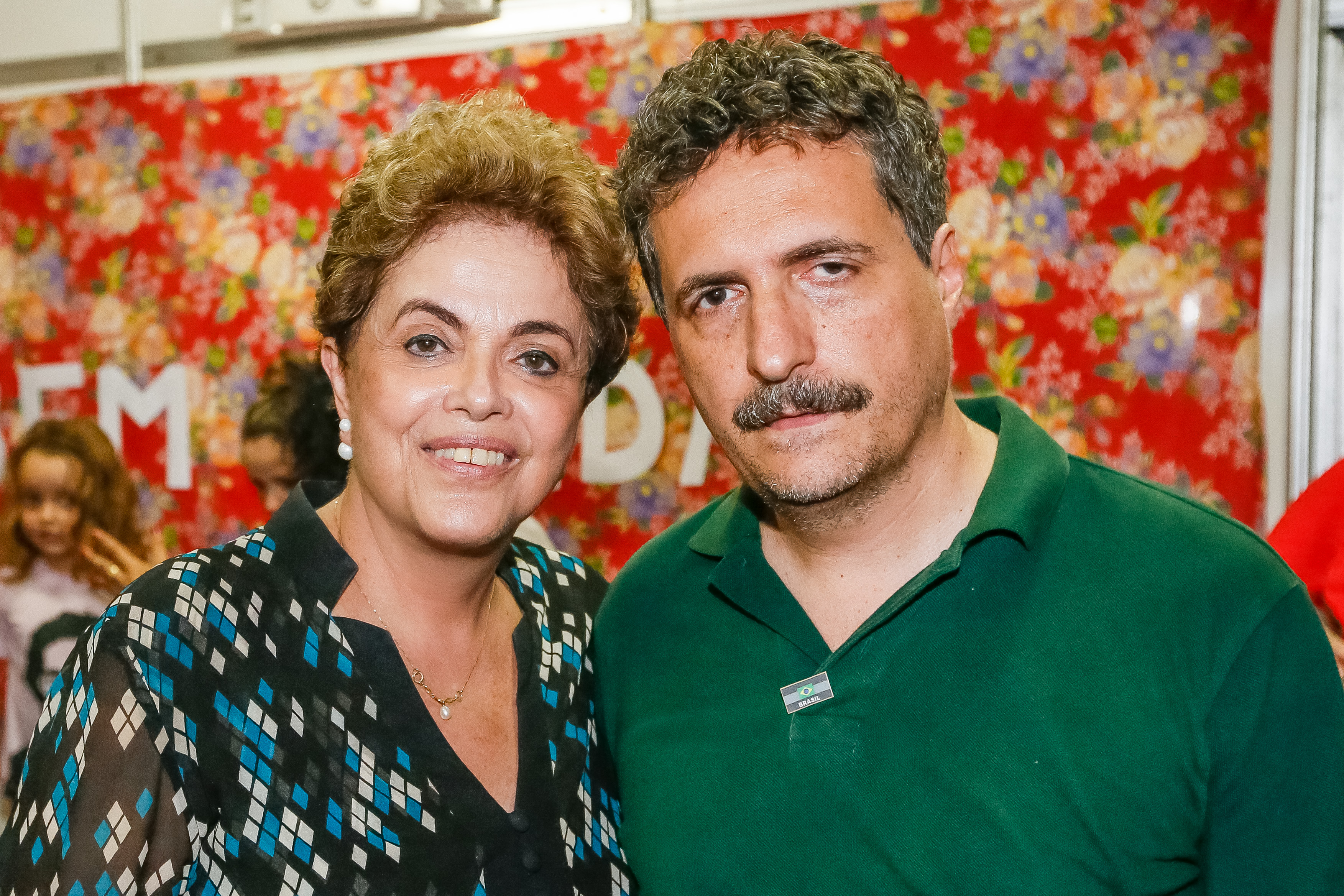
Presidenta Dilma Rousseff posa para foto con el elenco y el director de la película Aquarius.

### Protesta en el Festival de Cannes
Durante la alfombra roja para su primera proyección en el Festival de Cine de Cannes, el equipo Aquarius - incluyendo el director Kleber Mendonça Filho y protagonizada por Sonia Braga - mostraron carteles en inglés y francés con las palabras "Un golpe que está sucediendo en Brasil", "54 millones de votos fueron quemados" y "Dilma, estaremos con usted" en protesta por la destitución de Rousseff. En su cuenta oficial en Twitter, Rousseff agradeció el apoyo de todos.

### Las manifestaciones en teatros
Al final de la primera pantalla de acuario a una gran audiencia, en el Festival de Gramado, varios abucheos se escucharon de "fuera de miedo" por los espectadores. La actitud fue replicado por varias personas en las salas de cine del país a lo largo de la primera semana de proyección de la película. Los periodistas observaron que las controversias que precedieron al lanzamiento de la película en el país le dieron un aura de "desobediencia civil" o el "símbolo de la resistencia" a grupos que se oponen al gobierno Temer, aunque sea principalmente una expresión artística, y no una obra política. 